# Eleccions generals d'Irlanda del Nord de 1962
Les eleccions generals d'Irlanda del Nord de 1962 es van celebrar el 31 de maig de 1962 amb una nova incontestable victòria del Partit Unionista de l'Ulster (PUU) de Basil Brooke.

## Resultats
| Partit                     | Líder          | Vot popular | %     | Escons | Canvi (de 1962) |
| Partit Unionista           | Basil Brooke   | 147.629     | 48,8% | 34     | -2              |
| Laboristes                 | Tom Boyd       | 76.842      | 25,4% | 4      |                 |
| Nacionalistes              | Joe Stewart    | 45.860      | 15,1% | 9      | +2              |
| Liberals                   | Albert McElroy | 11.005      | 3,6%  | 1      | +1              |
| Partit Republicà Laborista | Harry Diamond  | 7.662       | 2,5%  | 1      | +1              |
| Laboristes independents    |                | 6.946       | 2,3%  | 0      |                 |
| Laboristes irlandesos      | Brendan Corish | 3.288       | 1,1%  | 1      | +1              |
| Grup Laborista independent | Frank Hanna    | 2.343       | 0,8%  | 1      |                 |
| Independent                |                | 1.220       | 0,4%  | 0      |                 |